# Vitālijs Maksimenko
Vitālijs Maksimenko (* 8. prosince 1990 Riga) je lotyšský fotbalista.

## Klubová kariéra
S kariérou začal v FK Daugava Riga v roce 2008. Během své kariéry hrával za Skonto FC, Kilmarnock FC, FK Liepāja, SV Mattersburg, Bruk-Bet Termalica Nieciecza a NK Olimpija Lublaň.

## Reprezentační kariéra
Maksimenko odehrál za lotyšský národní tým v letech 2013–2021 celkem 52 reprezentačních utkání.

## Statistiky
| Lotyšsko | Lotyšsko | Lotyšsko |
| Roky     | Záp.     | Góly     |
| -------- | -------- | -------- |
| 2013     | 9        | 0        |
| 2014     | 3        | 0        |
| 2015     | 7        | 1        |
| 2016     | 8        | 0        |
| 2017     | 7        | 0        |
| 2018     | 7        | 0        |
| 2019     | 9        | 0        |
| 2020     | 0        | 0        |
| 2021     | 2        | 0        |
| Celkem   | 52       | 1        |

## Úspěchy

### Klubové
Skonto FC
- Virslīga: 2010

FK Liepāja
- Virslīga: 2015